# Ogechika Heil
Ogechika Heil (ur. 27 listopada 2000 w Kassel) – niemiecki piłkarz grający na pozycji napastnika w HSV. 

## Kariera klubowa

### Hamburger SV
3 stycznia 2021 zadebiutował w seniorskiej drużynie Hamburgera SV w zwycięskim 3-1 meczu z Jahn Regensburg.

## Statystyki kariery

### Klubowe
(aktualne na dzień 16 sierpnia 2022)
| Klub                   | Sezon              | Liga               | Liga  | Liga   | Puchar kraju | Puchar kraju | Europa | Europa | Inne  | Inne   | Suma  | Suma   |
| Klub                   | Sezon              | Liga               | Mecze | Bramki | Mecze        | Bramki       | Mecze  | Bramki | Mecze | Bramki | Mecze | Bramki |
| ---------------------- | ------------------ | ------------------ | ----- | ------ | ------------ | ------------ | ------ | ------ | ----- | ------ | ----- | ------ |
| HSV II                 | 2019/20            | Regionalliga       | 15    | 3      | —            | —            | —      | —      | —     | —      | 15    | 3      |
| HSV II                 | 2020/21            | Regionalliga       | 9     | 1      | —            | —            | —      | —      | —     | —      | 9     | 1      |
| HSV II                 | Łącznie            | Łącznie            | 24    | 4      | 0            | 0            | 0      | 0      | 0     | 0      | 24    | 4      |
| HSV                    | 2020/21            | 2. Bundesliga      | 6     | 0      | 0            | 0            | —      | —      | —     | —      | 6     | 0      |
| HSV                    | 2022/23            | 2. Bundesliga      | 1     | 0      | 1            | 0            | —      | —      | —     | —      | 2     | 0      |
| HSV                    | Łącznie            | Łącznie            | 7     | 0      | 1            | 0            | 0      | 0      | 0     | 0      | 8     | 0      |
| Go Ahead Eagles (wyp.) | 2021/22            | Eredivisie         | 28    | 1      | 3            | 0            | —      | —      | —     | —      | 31    | 1      |
| Łącznie w karierze     | Łącznie w karierze | Łącznie w karierze | 59    | 5      | 4            | 0            | 0      | 0      | 0     | 0      | 63    | 5      |

## Życie prywatne
Jego ojciec jest Niemcem, a matka Nigeryjką.